# Cacica
Cacica é uma comuna romena localizada no distrito de Suceava, na região de Bucovina. A comuna possui uma área de 67.55 km² e sua população era de 4342 habitantes segundo o censo de 2007.